# Porter Airlines
Porter Airlines ist eine kanadische Regionalfluggesellschaft mit Sitz in Toronto und Basis auf dem dortigen stadtnahen Flughafen Toronto-City.

## Geschichte

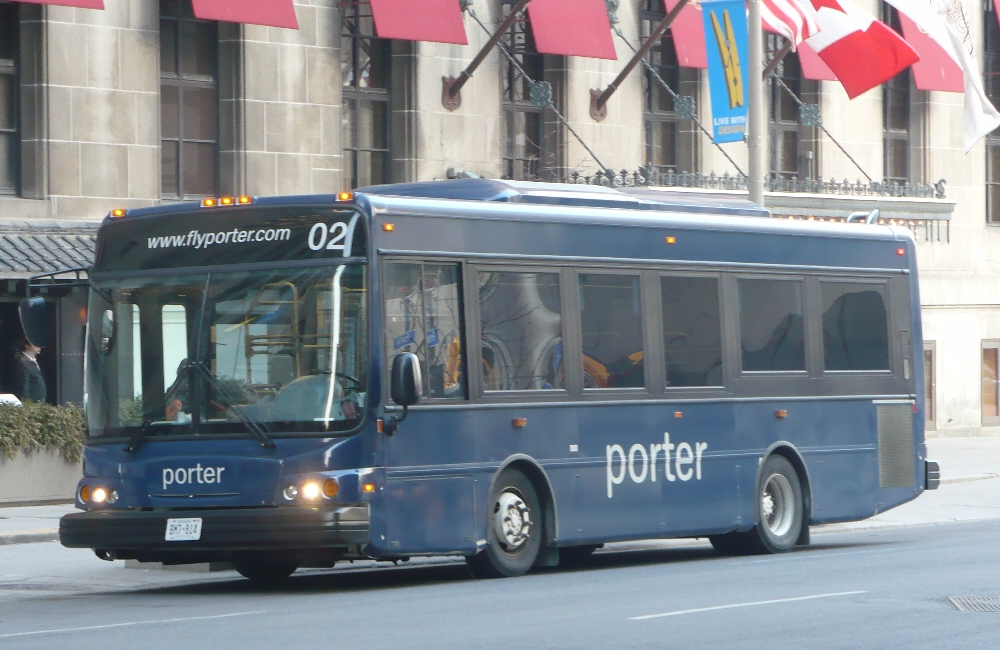
Ein Shuttlebus von Porter Airlines vor dem Royal York Hotel in Toronto

Die Gründung von Porter Airlines gestaltete sich äußerst schwierig und ist mit der Geschichte des Flughafens verbunden. Im Jahr 2000 machte der Toronto City Center Airport, der von der Toronto Port Authority betrieben wurde, einen Jahresverlust von $ 1 Million. Ein Teil der Aufgaben der Port Authority war, den Flughafen rentabel zu machen und das Passagieraufkommen zu erhöhen. Der Flughafen wurde nach der Aufgabe von der Regionalfluggesellschaft City Express nur noch von Air Canada Jazz für einen täglichen Flug nach Ottawa genutzt.
Im Oktober 2002 gab die Port Authority bekannt, $ 35 Millionen für die Belebung des Flughafens bereitzustellen, aufgeteilt in $ 15 Millionen zum Bau einer Brücke, $ 20 Millionen für ein neues Terminal und zum Anreiz für eine neue Regionalfluggesellschaft, die der Geschäftsmann Robert Deluce aus Toronto aufbauen wollte. Seit der Gründung des Flughafens auf Toronto Islands war dieser nur mit einer Passagierfähre mit der Stadt verbunden, was ein großes Hindernis für eine Expansion bedeutete. Die Pläne wurden vom Toronto City Council im November 2002 abgesegnet. Dagegen opponierten Anlieger und städtische Verbände, die sich zur Community Air Special Interessengruppe formierten, um die Erweiterung zu verhindern. Die Erweiterung war 2003 ein zentrales Thema bei den Gemeindewahlen in Toronto. Während die beiden Hauptkandidaten Barbara Hall und John Tory das Projekt unterstützten, trat David Miller dagegen an. Nachdem David Miller und der neue Stadtrat gewählt waren, lehnten sie den Brückenbau ab.
Nach der Ablehnung des Brückenbaus verklagte Robert Deluce zuerst die Stadt Toronto und später die kanadische Bundesregierung auf $ 505 Millionen. Nach einem nicht näher spezifizierten Vergleich mit der Port Authority kaufte seine Gesellschaft das Flughafengebäude, in dem Air Canada Jazz seine Passagiere abfertigte und kündigte den Vertrag zum 31. Januar 2006. Zwei Tage später gab die Gesellschaft bekannt, dass Porter Airlines als regionale Fluggesellschaft mit ausschließlich von Bombardier gebauten Turboprop-Maschinen den Flugbetrieb 2006 vom Island Airport aufnehmen werde. Dagegen opponierten Torontos Bürgermeister, Teile des Stadtrates sowie lokale Interessengruppen und Mitglieder des Parlamentes. Sie argumentierten, dass der Betrieb einer Hauptfluggesellschaft auf der Insel erhöhten Lärm und Luftverschmutzung erzeugen würden. Auch wurden Sicherheitsbedenken angemeldet, da die Start- und Landebahn nach Herstellerangaben zu kurz für die Maschinen sei. Deluce erklärte, dass die Länge ausreichen würde, da die Maschinen nicht mit maximaler Passagierzahl besetzt würden.
Trotz aller Hindernisse begann der Flugbetrieb am 23. Oktober 2006 mit einem Flug nach Ottawa. Der Flugbetrieb wurde seitdem ständig erweitert. Die Gesellschaft befindet sich im Besitz von EdgeStone Capital Partners, Borealis Infrastructure und der REGCO Capital Corp.

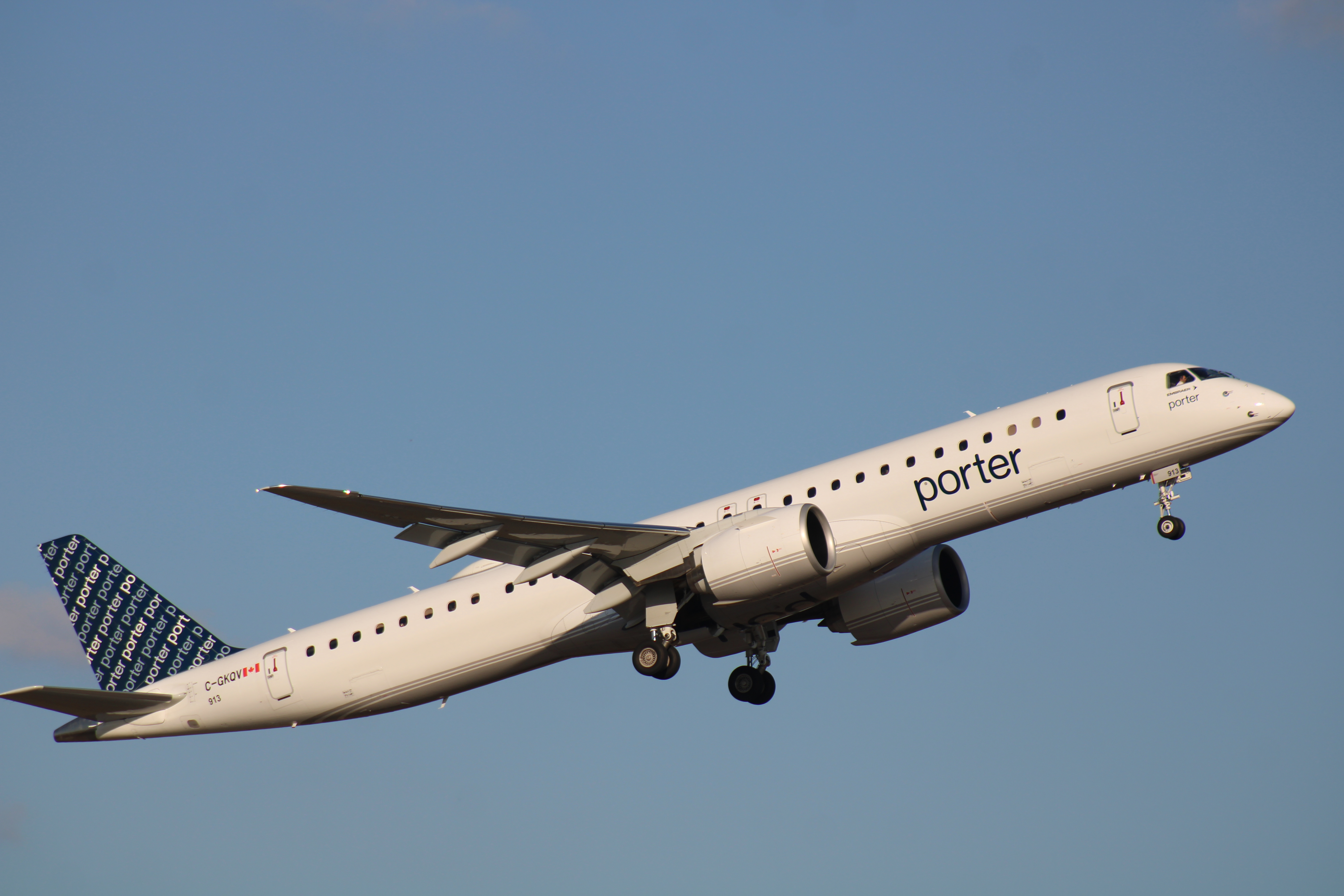
Embraer E195-E2 der Porter Airlines, Orlando 2024

Für den Fall, dass der Flughafen Toronto-City für die Nutzung durch Jets ausgebaut wird, kündigte Porter Airlines 2013 eine Bestellung von zwölf Airbus A220-100 zur Auslieferung ab 2016 an. Wegen einer schnelleren Verfügbarkeit wurden 2021 Embraer E195-E2 anstelle der Airbus A220-100 bestellt. Dies war möglich, da am Flughafen Toronto-City der Betrieb von größeren Flugzeugen weiterhin nicht genehmigt ist.
Im Februar 2023 wurde bekannt gegeben, dass auf dem Flughafen Saint-Hubert bei Montreal ein neues Terminal gebaut werden soll, was Ende 2024 fertig gestellt und die zweite Basis genutzt werden soll.
Im Februar 2024 wurde bekannt gegeben, dass auf den Flughäfen Montréal-Trudeau, Ottawa und Vancouver Basen für Embraer E195-E2 eingerichtet werden sollen. Diese ergänzen die Basis in Toronto-Pearson, sowie die De Havilland DHC-8-400-Basen in Toronto-City, Ottawa, Halifax und Thunder Bay.

## Flugziele
Porter Airlines fliegt von Halifax, Montréal-Trudeau, Ottawa, Toronto-City und Toronto-Pearson zu Zielen innerhalb Kanadas und in den USA.

## Flotte

### Aktuelle Flotte
Mit Stand Juli 2025 besteht die Flotte der Porter Airlines aus 75 Flugzeugen mit einem Durchschnittsalter von 7 Jahren:
| Flugzeugtyp            | Anzahl | bestellt | Anmerkungen  | Sitzplätze | Durchschnittsalter |
| ---------------------- | ------ | -------- | ------------ | ---------- | ------------------ |
| De Havilland DHC-8-400 | 29     |          | drei inaktiv | 74         | 15,4 Jahre         |
| Embraer E195-E2        | 46     | 29       | zwei inaktiv | 132        | 1,7 Jahre          |
| Gesamt                 | 75     | 29       |              |            | 7 Jahre            |

Porter Airlines ist der weltweit größte Embraer E2-Jet Betreiber.

### Ehemalige Sonderbemalungen
| Bemalung                   | Flugzeugtyp            | Luftfahrzeugkennzeichen | Zeitraum                        | Bild |
| -------------------------- | ---------------------- | ----------------------- | ------------------------------- | ---- |
| Celebrating Canada's 150th | De Havilland DHC-8-400 | C-GLQB                  | seit Oktober 2016 bis unbekannt |      |
| Celebrating Canada's 150th | De Havilland DHC-8-400 | C-GLQC                  | seit Oktober 2016 bis unbekannt |      |